# Cymbachus
Genre
Cymbachus est un genre de coléoptères de la famille des Endomychidae et de la sous-famille des Lycoperdininae. Ce sont des coléoptères associés aux champignons.

## Espèces
- Cymbachus elegans Arrow, 1920
- Cymbachus formosus Gorham, 1897
- Cymbachus koreanus Chűjô, Chűjô & Lee, 1993
- Cymbachus pulchellus Gerstaecker, 1857
- Cymbachus spilotus Arrow, 1925